# Farstu

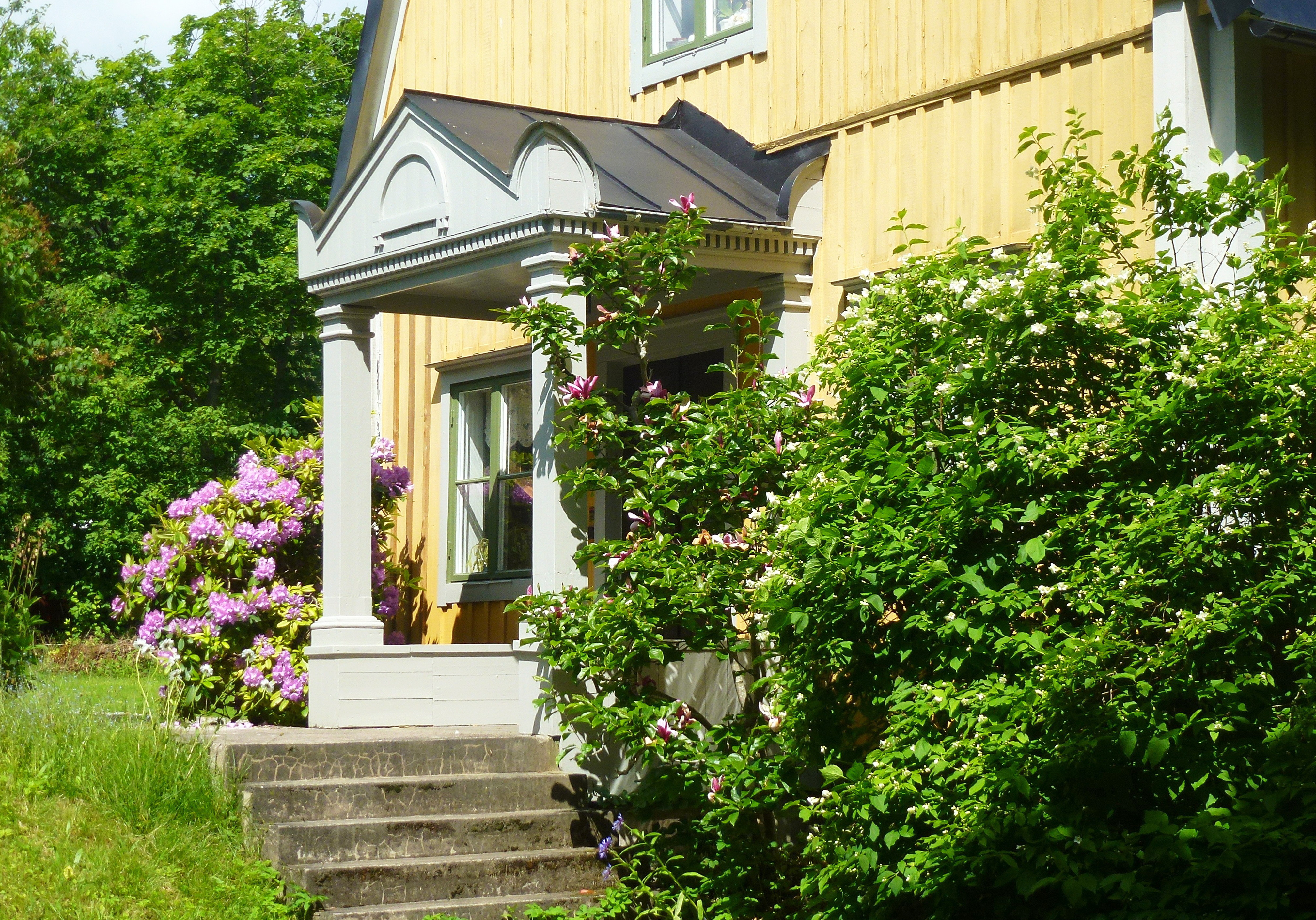
En förstukvist i empir på gården Sköndalsbro, södra Stockholm

Farstu, förstu eller förstuga är ett utrymme innanför bostadens ytterdörr. I äldre stugor bestod en farstu av ett enkelt ouppvärmt förrum. Där tog man av och på sig stövlar och skor samt ibland även ytterkläder. Förstugan fungerade på detta sätt som en luftsluss in till bostadsdelen där fuktiga klädesplagg och skodon kunde förvaras. Detta var speciellt viktigt vintertid för att hålla bostadsdelen fri från fukt och snömodd.
I enkelstugan var förstugan en integrerad del av byggnaden, medan den i den senare sidokammarstugan saknades eller placerades som en tillbyggnad. I Götaland förekom i stället för förstugan en kove som senare utvecklas till ett kovekök.

## Farstukvist
Farstukvist, förstukvist eller farstubro, förr även kallat bislag, är ett förbygge framför ytterdörren, en typ av oglasad veranda eller svale som yttertrappan leder upp till. En farstukvist är alltid försedd med tak och golv men har ofta bara räcken istället för väggar.
Gränsen mellan vad som ska betraktas som veranda och farstukvist är flytande, men en farstukvist finns alltid framför husets huvudentré, medan en veranda kan finnas på husets baksida.